# Eugène Julien
Louis-Eugène-Ernest Julien, né le 16 janvier 1856 à Canville-les-Deux-Églises (Seine-Maritime, alors Seine-Inférieure) et mort le 14 mars 1930 à Arras (Pas-de-Calais)), est un évêque français.

## Biographie

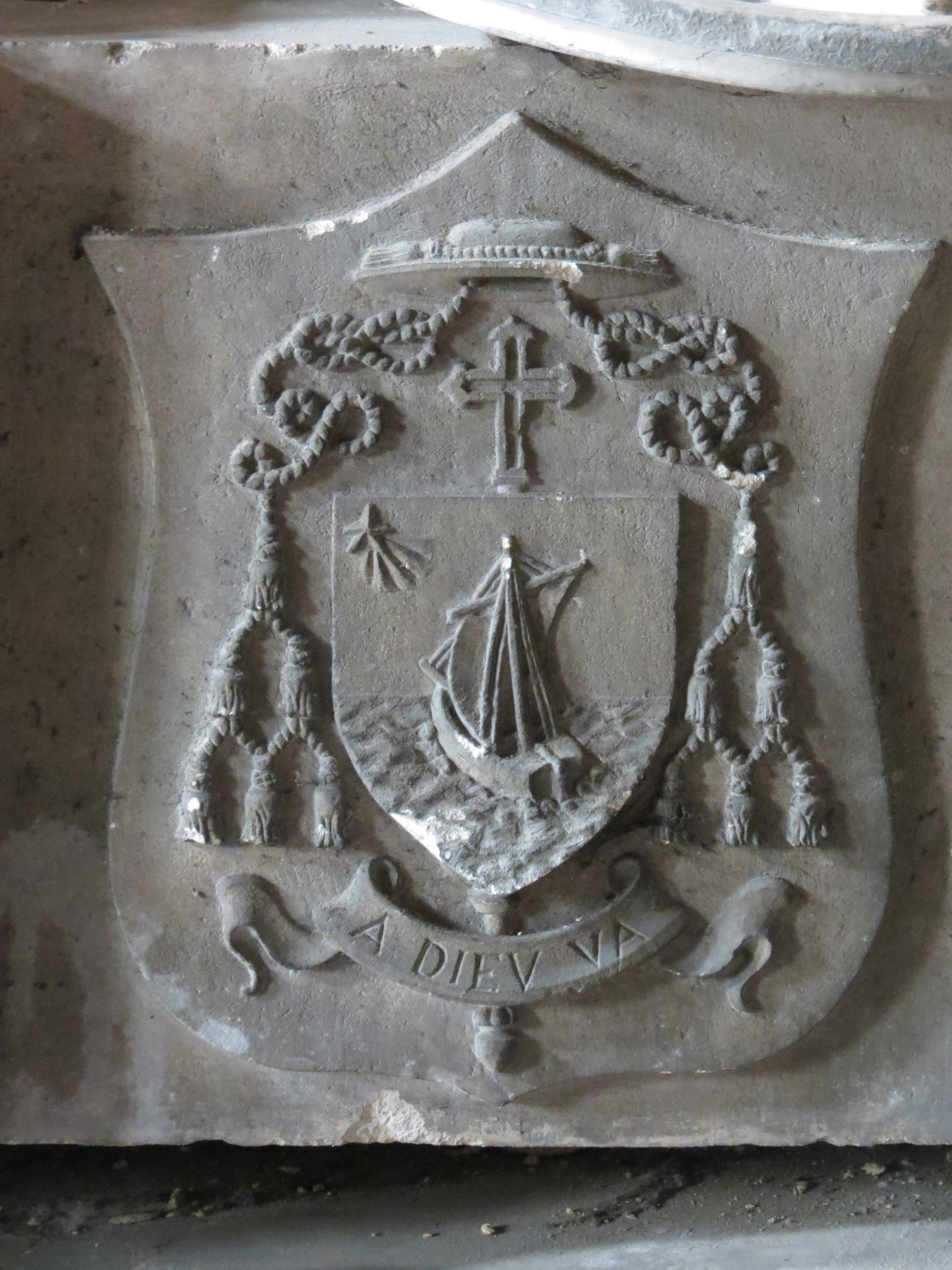
Morceau de fronton, entreposé dans le bas-côté nord de la cathédrale du Havre : Blason épiscopal d'Eugène Julien évêque d'Arras (ancien curé de Notre-Dame du Havre) et devise « À Dieu va ».

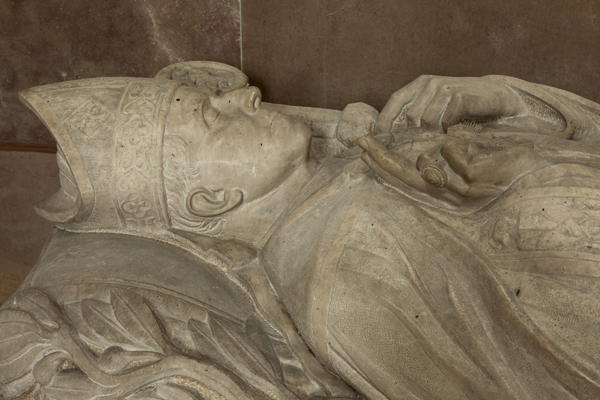
Gisant à Arras.

Fils de Louis-Célestin Julien, instituteur public, et Marie-Magdeleine Chantillon, couturière, issu d'un milieu modeste, il poursuit de brillantes études qui font de lui un agrégé de lettres.  
Il est ordonné prêtre à Rouen en 1881. En 1897, il est chargé de la direction de l'institution Saint-Joseph au Havre, puis est nommé en 1911 curé archiprêtre de la paroisse Notre-Dame du Havre. Il est sacré évêque d'Arras en 1917, par le pape Benoit XV. Durant la guerre, il fonde un comité d'Union sacrée en lien avec les autorités municipales et préfectorales. Surnommé « l'évêque de la reconstruction », il fait bâtir ou rebâtir de nombreuses églises dans les communautés minières du nord de la France pendant la période de l'entre-deux-guerres. Il s'est occupé aussi du cimetière et du mémorial de Notre-Dame-de-Lorette, dédiés aux victimes des violents combats qui s'y déroulèrent pendant la Première Guerre mondiale, particulièrement en 1915. Il a notamment contribué à faire édifier la chapelle Notre-Dame de Lorette, où il a été inhumé selon son vœu. 
Eugène Julien est élu membre de l'Académie des sciences morales et politiques en 1925.
Réalisé par le sculpteur Georges Saupique, son gisant se trouve dans la cathédrale Notre-Dame-et-Saint-Vaast d'Arras.
Un mémorial en souvenir de Mgr Julien, dû à Alfred Nasousky, a été édifié dans l'église Sainte-Cécile du Havre en 1937.

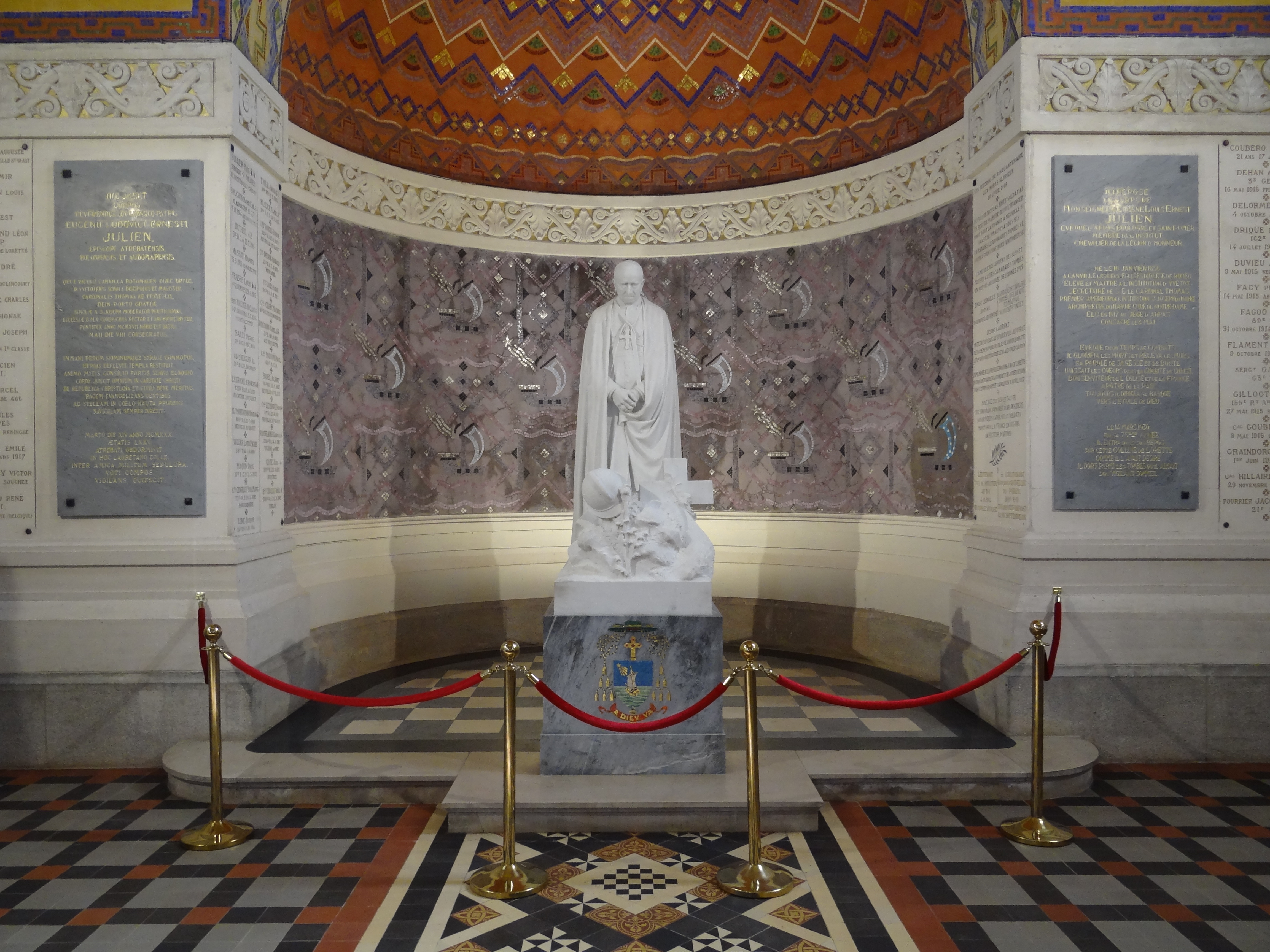
Le tombeau d'Eugène Julien dans la chapelle Notre-Dame de Lorette (Pas-de-Calais).

## Distinctions
- Chevalier de la Légion d'honneur (24 octobre 1925), distinction remise par le cardinal Dubois, archevêque de Paris, venu pour l'occasion à Arras[4].
- Officier de l'ordre de Léopold

## Principales publications
- Vie de l'abbé Robert, chanoine de Rouen (1895)
- Du berceau à l'école, ou l'Éducation dans la famille, conférences prêchées dans l'église Saint-Joseph du Havre (1898)
- Le Conflit : les mots, les idées, les faits (1904)
- Triptyque à la gloire de Jeanne d'Arc (1910)
- Civisme et catholicisme (1911)
- Haut les cœurs. Église Notre-Dame du Havre, août 1914 - février 1915 (2 volumes, 1914-1915)
- Vers la victoire, discours, 1914-1919 (1920)
- L'Évangile nécessaire à l'ordre social (1924)
- Le Prêtre (1925)
- L'Évangile nécessaire à l'ordre international (1927)
- Saint François de Sales (1928)
- Souhaits de nouvel an 1918-1930 (1930)
- Sermons de circonstance. Inaugurations. Fêtes de charité. Cérémonies patriotiques. Le Sacerdoce. Le Christ et la Vierge (1930)
- Discours de mariage (1936)